# Meriania grandiflora
Meriania grandiflora är en tvåhjärtbladig växtart som först beskrevs av Paul Carpenter Standley, och fick sitt nu gällande namn av Frank Almeda. Meriania grandiflora ingår i släktet Meriania och familjen Melastomataceae. IUCN kategoriserar arten globalt som sårbar. Inga underarter finns listade i Catalogue of Life.